# Hexaptilona palpata
Hexaptilona palpata är en tvåvingeart som först beskrevs av Friedrich Georg Hendel 1915.  Hexaptilona palpata ingår i släktet Hexaptilona och familjen borrflugor. Inga underarter finns listade i Catalogue of Life.